# Филоктет (Еврипид)
«Филоктет» (др.-греч. Φιλοκτήτης) — трагедия древнегреческого драматурга Еврипида на сюжет, связанный с мифами о Троянской войне. Была впервые поставлена на сцене в 431 году до н. э. вместе с трагедиями «Медея» и «Диктис» и сатировской драмой «Жнецы». На драматических состязаниях этот цикл Еврипида занял только третье место — после пьес Евфориона и Софокла.
Заглавный герой пьесы — участник похода ахейцев на Трою, брошенный ими в пути на Лемносе из-за зловонной раны. Позже греки узнают из пророчества, что не смогут взять Трою без Филоктета. Они направляют на Лемнос Одиссея, тому удаётся смягчить озлобленного героя и убедить его принять участие в осаде.
До Еврипида Эсхил и Софокл написали по трагедии на тот же сюжет с тем же названием. Текст пьесы Эсхила утрачен, пьеса Софокла сохранилась. Текст пьесы Еврипида утрачен почти полностью. Сохранились только около 20 небольших фрагментов (40 строк в совокупности), а также пересказ начала трагедии, сделанный Дионом Хризостомом. Этот же автор в одной из своих работ провёл сравнительный анализ всех трёх трагедий о Филоктете. Возможно, пересказ содержания пьесы Еврипида содержится в «Мифах» Псевдо-Гигина.
Аристофан упоминает «Филоктета» в комедии «Ахарняне» (425 год до н. э.), высмеивая нищенскую внешность главного героя. Российский антиковед Фаддей Зелинский причислял эту трагедию к лучшим произведениям Еврипида, констатируя, что её утрата при том, что сохранились «такие посредственные драмы, как „Гераклиды“ и „Андромаха“», точно не связана с эстетической стороной вопроса.